# Etológia
Az etológia a biológiának az állatok viselkedésével foglalkozó ága. Az elnevezés a görög ethosz (ήθος), szokás szóból származik. A viselkedés definíciója kutatók körében is vita tárgya, mindazonáltal a jelenségek megértéséhez általában elegendő a viselkedést köznapi értelemben figyelembe venni. Tehát a viselkedés egy állat mozgásában, anyagcseréjében, testfelépítésében megjelenő változás, amelyet a megfigyelő szabad szemmel vagy különböző vizsgálati módszerekkel képes érzékelni.
Az állatok viselkedési komponenseit hagyományosan két nagy csoportra szokás bontani: öröklött (genetikailag rögzült) és tanult elemekre. Ez az éles elhatárolás sok tekintetben mára már túlhaladott. Tisztán öröklött magatartásformák léteznek, azonban minden tanult viselkedésnek vannak genetikailag rögzült komponensei, hiszen a tanulásra való képesség maga is öröklött.
Egy állat összes viselkedési eleme együttesen az etogramot alkotja. Az etogram felvétele az etológia első feladata. Második lépésben vizsgálható, hogy különböző körülmények között az etogram melyik elemei és milyen gyakorisággal fordulnak elő. Az így kapott adatok elemzése vezethet az okok felderítéséhez és a viselkedés tipizálásához. Az etológia a kísérleti állatpszichológiában és a természetrajzban gyökerezik.

## Az etológia története

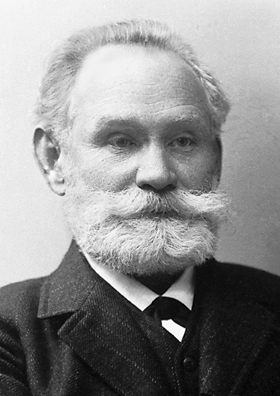
Ivan Petrovics Pavlov (1849–1936)

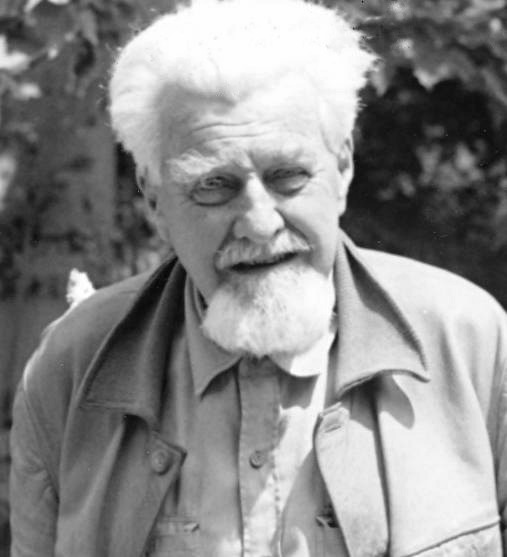
A modern etológia megalapítása Konrad Lorenz nevéhez fűződik

A tudományos módszerekkel végzett viselkedéskutatás korai időszakában a kísérleti pszichológia módszereivel vizsgálták az állati viselkedést, ezért szokás ezeket a kutatásokat kísérleti állatpszichológiának is nevezni. Az akkori állatpszichológusok túlnyomó többsége a behaviorizmusnak nevezett eszmerendszert tekintette megalapozottnak. Eszerint az állati viselkedés teljes egészében a környezeti ingerekre adott reakcióként fogható fel. Annak vizsgálatából ki kell zárni az emóciók, a tudat, az állatok gondolkodási mechanizmusainak vizsgálatát, és csakis a megfigyelhető viselkedés vizsgálatára szabad szorítkozni.
A behaviorizmus legismertebb alakjai John Watson és Fred Skinner, valamint a hasonló elméleti keretek között dolgozó Ivan Pavlov. Mivel vizsgálataik során elsődlegesnek tartották a teljes objektivitást és a "zavaró" hatások kiküszöbölését, a terepi, természetes környezetbeli viselkedés-megfigyeléseket diszkvalifikálták, azokat nem tekintették tudományos vizsgálatnak. Eredményként csak laboratóriumban, mesterséges környezetben, sok állaton végzett kísérletek során szerzett ismereteket fogadtak el. Az állatpszichológusok elméleteikben nem tulajdonítottak nagy jelentőséget az evolúciónak, így a behaviorizmus lényegében antidarwinista elméletnek tekinthető.
A modern etológia megalapítása Konrad Lorenz nevéhez fűződik. Elmélete szerint az állati viselkedés (ahogy minden más, élő szervezetekkel kapcsolatos jelenség is) csak evolúciós keretben értelmezhető. Minden élőlény legfontosabb "érdeke", hogy saját genetikai mintázatát továbbörökítse, és lehetőség szerint terjessze a következő nemzedék egyedei között. Ennek érdekében szaporodnia kell, és minél több utódot kell létrehoznia. Az állatok minden viselkedésformája (táplálkozásuk, kommunikációjuk, a ragadozók elleni védekezésük, szociális viselkedésük) e cél (tehát a létfenntartás és a fajfenntartás) érdekében alakul.
Lorenz felfogása szerint az állatok viselkedése csak természetes ökológiai környezetükben értelmezhető, mivel a viselkedés is egy adaptáció (olyan jelleg, amely az adott környezetben növeli az adott egyed utódainak reménybeli számát) a környezet összetevőire. Emiatt előtérbe helyezte a természetbeli megfigyeléseket a laboratóriumi vizsgálatokkal szemben.
Lorenz felismerte, hogy az állatok viselkedése, bár folytonos jelenség, ismétlődő egységekre, viselkedéselemekre bontható. Ez tette lehetővé a viselkedés pontos leírását, illetve a viselkedési adatok statisztikai elemzését.
Munkájuk elismeréseként Konrad Lorenz, Nikolaas Tinbergen és Karl von Frisch 1973-ban orvosi és fiziológiai Nobel-díjat kaptak. (Karl von Frisch a méhek táncnyelvét fejtette meg.)

## Az etológia ágai
A modern etológia több ágra oszlik, a vizsgált élőlények illetve a vizsgálat szintjei szerint:
- neuroetológia: a viselkedési mechanizmusok idegélettani alapjaival foglalkozó tudományág.
- magatartás-genetika: a viselkedési jellegek örökölhetőségét illetve a genetikai jellegeknek a magatartásra gyakorolt hatását vizsgálja.
- klasszikus etológia: az egyedi viselkedést vizsgálja, összehasonlító módszereket használ, tehát az egyedek viselkedését hasonlítja össze különböző körülmények között, illetve különböző fajok  magatartásának különbségeit vizsgálja
- viselkedés ökológia: az egyed feletti szerveződési szintekkel foglalkozik az ökológiához hasonlóan, azt vizsgálja, hogy az állatok populációi milyen szerepet töltenek be az élőhely ökológiai rendszerében, illetve hogy a környezeti változások milyen hatással vannak a vizsgált populáció viselkedésére. A viselkedés ökológia igen tág értelemben használja a viselkedés szót: viselkedés lehet az állatok testtömeg változása, mortalitásuk növekedése, de akár kétoldali testrészeik aszimmetrikussága is.
- alkalmazott etológia: általában a haszonállatok viselkedésével foglalkozik, azok tartásához nyújt gyakorlati célú ismereteket.
- kognitív etológia: az állatok mentális mechanizmusaival, gondolkodásával, agyi reprezentációikkal foglalkozik.
- humánetológia: az emberi viselkedés biológiai alapjaival, azok öröklött komponenseivel foglalkozik. Nagy súlyt helyez a neodarwinista alapokra.

## A tinbergeni kérdések
Az etológiai vizsgálatok során a kutatók kérdéseket tesznek fel a viselkedéssel kapcsolatban. A feltehető kérdések négy nagy csoportba sorolhatók, melyeket Niko Tinbergen foglalt össze. Ezek a következők:
- mechanizmus: "hogyan" csinálja az állat az adott tevékenységet;
- funkció: "miért" viselkedik úgy az állat;
- ontogenezis: hogyan változik az adott viselkedés az állat egyedfejlődése során,
- evolúció: hogyan változott a vizsgált viselkedés az adott állatfaj törzsfejlődése során.

## Az etológiai vizsgálatok lépései
Az etológiai kutatás alapja mindig megfigyelés, melynek során az állat természetes környezetében mutatott viselkedését leírjuk. A megfigyelt viselkedéssel kapcsolatban a fentebb tárgyalt négy kérdés valamelyikét tehetjük fel, például azt kezdjük vizsgálni, hogy miért csinálja azt a dolgot az állat. A vizsgálat tervezése során a következő lépés a kérdésekre adható lehetséges válaszok, hipotézisek megalkotása. A kutatás további részében ezen hipotézisek valamelyikét igyekszünk megerősíteni vagy elvetni. Ennek érdekében kísérletet végzünk, manipuláljuk az állat külső vagy belső környezetét, és azt vizsgáljuk, hogy ezen változtatások hatással vannak-e a vizsgált viselkedésre. Az állatnak a kísérlet alatt mutatott magatartását kódoljuk. Etológiai értelemben kódolásnak nevezzük a megfigyelt viselkedés számszerű adatokká való alakítását. Például megmérjük egy-egy viselkedéselem előfordulásának gyakoriságát, időtartamát. Mérhetjük az állat fiziológiai paramétereit is, szívfrekvenciáját, testtömegét, egyéb méreteit. A kapott eredményeket statisztikai módszerekkel elemezzük, majd a kapott eredményekből következtetéseket szűrünk le. Az eredményeket egybevetve az irodalomban fellelhető más vizsgálatok eredményeivel publikáljuk, azok alapján új, pontosabb kérdéseket teszünk fel.

## Egy etológiai vizsgálat
Példaként az etológiai vizsgálatok lépéseire lássunk egy konkrét vizsgálatot.
Megfigyelés. A vizsgált jelenség a kutyák ugatása. Evolúciós értelemben nagyon érdekes jelenség, hiszen a vadon élő kutyafélék (farkasok, rókák stb.) nagyon ritkán, inkább csak kölyökkorban ugatnak. A kutyákat leginkább emberközeli életmódjuk különbözteti meg a többi kutyafélétől. Felmerülhet, hogy talán épp a domesztikáció során vált az ugatás a kutyák domináns vokalizáció típusává. Ennek egyik oka lehet, hogy az ugatás fő funkciója az ember és a kutya közötti kommunikációban keresendő. Ennek feltétele, hogy az emberek a szituációra és/vagy a kutya motivációs állapotára („hangulatára”) vonatkozó információt legyenek képesek leszűrni a hallott ugatásból.
Kérdés. Képesek-e az emberek a véletlen tippelésnél sikeresebben meghatározni azt, hogy a hallott ugatás milyen helyzetben hangzott el, illetve képesek-e egyöntetűen jellemezni a hallott kutyák emocionális állapotát?
Hipotézisek.
1. Az emberek erre képesek, ezzel teljesül az egyik feltétele annak, hogy az ugatásnak szerepe legyen az ember és a kutya közötti kommunikációban
2. Az emberek erre nem képesek, ez kizárja azt, hogy az ugatásnak az ember-kutya kommunikációban legyen szerepe.

Kísérlet. Különböző kutyás tapasztalattal rendelkező embereknek olyan előre felvett ugatásokat játszunk le, amelyekről nem tudják, hogy milyen helyzetekben lettek rögzítve, és megkérjük őket, hogy értékeljék a kutya valószínű hangulatát és tippeljenek a helyzetre.
Eredmény. Az emberek képesek egyöntetűen, és az elvárásoknak megfelelően jellemezni a kutyák motivációs állapotát, és a véletlen szintnél nagyobb sikerességgel tippelnek a tényleges helyzetre, amelyben a hallott ugatást rögzítettük.
Következtetés. Igazoltuk, hogy egy nagyon lényeges feltétele teljesül annak, hogy az ugatás kommunikációs szerepet tölthessen be az ember és a kutya között: az ember képes információt nyerni az ugatásból.

## Viselkedés és érzelmek az állatoknál
A megfigyelések és a kutatások számos az emberi érzelemhez hasonlítható megnyilvánulást fedezett fel az állatoknál. A fejletlenebb fajoknál észrevehető legalapvetőbbektől mint a félelem (például a polipok fehér színre váltanak ha veszélytől tartanak), az emlősöknél, különösen a főemlősöknél tapasztalható társas kapcsolatok bonyolultabb közlési formákig. Ezek megfigyelhetőek már anyai gondoskodásnál, vagy a csoportokon belüli alá-fölé rendelt viszonyok kialakításában (például majom csoportokon belüli rangsor). Megfigyelhetőek olyan viselkedések amelyek  magáért a társas kapcsolatért folytatnak és nem létszükségletekért, a csimpánzok az együttérzés kimutatása a társaik iránt segíti a csoport életben maradását.
Egyik jól megfigyelhető társas viselkedés az állatoknál a játék, mint kutyák vagy delfinek esetében az örömhöz hasonlítható reakciók, mivel ezen tevékenységek egyértelműen nem kötődnek közvetlen más előnyökkel, mint az élelem szerzés vagy a pihenés.
Viszont az ún. az állatpszichológiának számos kételkedője van, mint Thorndike, ki szerint az állatokat az  emlékezet asszociációi irányítják.

## Lásd még
- Szociobiológia